# Thaumatopsis solutellus
Thaumatopsis solutellus là một loài bướm đêm trong họ Crambidae.